# Райнхард фон Зикинген
Райнхард фон Зикинген (на немски: Reinhard von Sickingen; * пр. 1367; † 31 юли 1422) е благородник от стария благороднически род фон Зикинген от Крайхгау в Баден-Вюртемберг, пфандхер на Нойденау, байлиф на Лаутербург, фогт на Хайделберг.
Той е син на Свикер фон Зикинген († 7 март 1387), фогт на Нойкастел, и съпругата му Суза Рьодер фон Шауенбург († 4 май 1381), дъщеря на Адам Рьодер фон Шауенбург и Елизабет фон Емс. Внук е на Райнхард фон Зикинген († сл. 1360) и Катарина (Гута) Гьолер фон Равенсбург († сл. 1342). Роднина е на Райнхард I фон Зикинген († 1482), епископ на Вормс (1445 – 1482).

## Фамилия
Райнхард фон Зикинген се жени за Елизабет фон Найперг († пр. 1406), дъщеря на Райнхард фон Найперг († 1377) и Мехтилд фон Геминген, дъщеря на Дитрих 'Стари' фон Геминген († ок. 1374) и Елизабет фон Мауер († 1354). Те имат децата:
- Лудвиг фон Зикинген (* пр. 1405; † 29 април 1440)
- Свикер фон Зикинген († 5 октомври 1459, погребан в църква в Хайделберг), господар на Ингенхайм и Обергромбах, женен за Елизабет Ландшад фон Щайнах († 8 юни 1469); имат два сина
- Анна фон Зикинген (* пр. 1408; † сл. 1415)
- Суза фон Зикинген (* ок. 1408), омъжена за Бернхард I Крайс фон Линденфелс
- Елза фон Зикинген († сл. 1415), омъжена за Кунтц VI фон Розенберг (* пр. 1400; † 25 септември 1427)

Райнхард фон Зикинген се жени втори път 1406 г. за Ирмел Кнебел фон Катценелнбоген († 1459), дъщеря на Даем Кнебел фон Катценелнбоген († 1410) и Кунигунда фон Ерлингхайм. Те имат децата:
- Хайнрих фон Зикинген († сл. 1435)
- Доротея фон Зикинген († пр. 1459), омъжена за Еберхард фон Найперг († сл. 1476), господар на Аделсхофен, син на Райнхард фон Найперг († пр. 1461) и Магдалена фон Зикинген († сл. 1442)
- Кунигунда фон Зикинген (* ок. 1435; † 15 юни 1463), омъжена за Конрад фон Еренберг (* ок. 1435; † сл. 1477)
- Гуда/Года фон Зикинген († сл. 1468/1481), омъжена I. за Йохан IV фон Щайн-Каленфелс, господар на Бунденбах († 1467), II. за Ханс Шпет фон Ехщетен

Райнхард фон Зикинген се жени трети път за Гуитгин Кемерер фон Вормс-Далберг. Бракът е бездетен.